# Nihan Erdiler
Nihan Erdiler (* 2. Januar 1992) ist eine türkische Biathletin.
Nihan Erdiler lebt und trainiert in Sivas. Die Studentin begann 2008 mit dem Biathlonsport und gehört seitdem auch dem Nationalkader ihres Landes an. Sie tritt für Sivas Kayak İhtisas Kulübü an. Ihre ersten internationalen Rennen bestritt sie 2009 in Ridnaun im Rahmen des IBU-Cups und erreichte im ersten Einzel Rang 70. In Bansko gewann sie 2011 als 22. in einem Sprint erstmals Punkte in der zweithöchsten internationalen Rennserie und verbesserte sich im folgenden Sprint am selben Ort auf Rang 19 und damit ihre beste Platzierung bislang. Erstes Großereignis wurden die Juniorenweltmeisterschaften 2010 in Torsby. Dort kam Erdiler auf den 72. Rang im Einzel und wurde 78. des Sprints. Im Staffelrennen wurde sie 17. Es folgten die Juniorenrennen der Europameisterschaften 2010 in Otepää, wo die Türkin 49. des Einzels und 50. des Sprints wurde. Das Verfolgungsrennen beendete sie als überrundete Läuferin nicht. 2012 trat sie in Osrblie zunächst bei den Juniorenrennen der Europameisterschaften an und belegte die Ränge 43 im Einzel, 51 im Sprint und wurde im Verfolger überrundet. Es folgte die erste Teilnahme bei den Weltmeisterschaften 2012 in Ruhpolding. Erdiler kam im Einzel auf den 114., im Sprint auf den 116. Platz.

## Weltcupstatistik
Die Tabelle zeigt alle Platzierungen (je nach Austragungsjahr einschließlich Olympische Spiele und Weltmeisterschaften).
- 1.–3. Platz: Anzahl der Podiumsplatzierungen
- Top 10: Anzahl der Platzierungen unter den ersten zehn (einschließlich Podium)
- Punkteränge: Anzahl der Platzierungen innerhalb der Punkteränge (einschließlich Podium und Top 10)
- Starts: Anzahl gelaufener Rennen in der jeweiligen Disziplin

| Platzierung                    | Einzel | Sprint | Verfolgung | Massenstart | Staffel | Gesamt |
| ------------------------------ | ------ | ------ | ---------- | ----------- | ------- | ------ |
| 1. Platz                       |        |        |            |             |         |        |
| 2. Platz                       |        |        |            |             |         |        |
| 3. Platz                       |        |        |            |             |         |        |
| Top 10                         |        |        |            |             |         |        |
| Punkteränge                    |        |        |            |             |         |        |
| Starts                         | 2      | 2      |            |             |         | 4      |
| Stand: Nach der Saison 2012/13 |        |        |            |             |         |        |